# Apramycine
L'apramycine est un antibiotique utilisé en médecine vétérinaire, de la famille des aminosides et produit par Streptoalloteichus tenebrarius, une bactérie à Gram positif de l'ordre des Actinomycetales. Elle est utilisée pour traiter les maladies bactériennes chez les animaux, par exemple :
- chez le veau : infections dues aux salmonelles et aux coliformes ;
- chez l'agneau : infections dues aux coliformes ;
- chez le porc : entérites bactériennes ;
- chez les volailles : septicémies dues à Escherichia coli.